# Martin Mull
Martin Eugene Mull (Chicago, 18 de agosto de 1943-Los Ángeles, 27 de junio de 2024) fue un actor, comediante, pintor y músico estadounidense. Es conocido por sus papeles en la película Clue y en las series de televisión Roseanne, Sabrina, the Teenage Witch, Danny Phantom y Two and a Half Men.

## Primeros años y educación
Mull nació en Chicago, Illinois. Su madre, Betty, era actriz y directora, y su padre, Harold, carpintero. Cuando tenía dos años de edad, su familia se mudó a North Ridgeville, Ohio. Vivieron allí durante trece años y luego se mudaron a New Canaan, Connecticut, donde Mull finalizaría sus estudios secundarios. Mull estudió pintura y se graduó de la Escuela de Diseño de Rhode Island con los títulos de Bachiller en Bellas Artes y Máster en Bellas Artes.

## Carrera como actor
En 1976, Mull obtuvo su primer papel relevante en la novela absurda Mary Hartman, Mary Hartman, donde interpretó a Garth Gimble. Más tarde, participó en dos spin-offs de la serie, los programas de entrevistas Fernwood 2 Night (1977) y America 2-Night (1978), en los que personificó al conductor de los programas Barth Gimble (hermano gemelo de Garth Gimble), junto a Fred Willard como Jerry Hubbard.
En 1979, tuvo una participación en la serie Taxi (en el episodio "Hollywood Calling"). Mull creó, escribió el guion y protagonizó la comedia de CBS Domestic Life, con Megan Follows como su hija adolescente. Personificó a un hippie temeroso del mundo exterior en un episodio de The Golden Girls. Más tarde, obtuvo el papel de Leon Carp, el jefe homosexual de Roseanne Conner, en la serie de televisión Roseanne.
Durante la década de 1980, Mull protagonizó varios comerciales para Michelob, Pizza Hut y Red Roof Inn. Tuvo una participación en el episodio de Pecos Bill de la serie de televisión de Shelley Duvall Tall Tales & Legends. Mull fue el actor de voz del Malvado Cad en la serie animada Freakazoid! (1995-1997) y de Vlad Masters/Vlad Plasmius, el villano principal de Danny Phantom.
Mull participó como estrella invitada en el programa de juegos Hollywood Squares; ocupó el recuadro del centro durante la última temporada del programa, entre 2003 y 2004. A finales de 2004 y en 2013, personificó a Gene Parmesan, un investigador privado, en Arrested Development. En 2008 y 2009, Mill apareció como estrella invitada en 2 episodios de la serie televisiva Gary Unmarried, como el padre de Allison.
Mull también protagonizó la comedia de Fox Dads.

## Filmografía

### Cine
| Year | Title                         | Role                            | Notes                         |
| ---- | ----------------------------- | ------------------------------- | ----------------------------- |
| 2018 | A Futile and Stupid Gesture   | Douglas Kenney en la actualidad |                               |
| 2011 | Oliver's Ghost                | Clive Rutledge                  |                               |
| 2010 | Killers                       | Holbrook                        |                               |
| 2006 | Relative Strangers            | Jeffry Morton                   |                               |
| 2004 | A Boyfriend for Christmas     | Martin Grant                    |                               |
| 2000 | Attention Shoppers            | Charles                         |                               |
| 1998 | Richie Rich's Christmas Wish  | Richard Rich Sr.                |                               |
| 1997 | Beverly Hills Family Robinson | Doug Robinson                   |                               |
| 1996 | Jingle All the Way            | D.J.                            |                               |
| 1996 | Edie & Pen                    | Johnnie Sparkle                 |                               |
| 1994 | How the West Was Fun          | Bart Gifooley                   | Película para televisión      |
| 1993 | Mrs. Doubtfire                | Justin Gregory                  |                               |
| 1992 | Miracle Beach                 | Donald Burbank                  |                               |
| 1990 | Far Out Man                   | Dr. Leddledick                  |                               |
| 1990 | Ski Patrol                    | Sam Marris                      |                               |
| 1988 | Rented Lips                   | Archie Powell                   |                               |
| 1988 | Portrait of a White Marriage  | Martin Mull                     |                               |
| 1986 | The Boss' Wife                | Tony Dugdale                    |                               |
| 1985 | O.C. and Stiggs               | Pat Coletti                     |                               |
| 1985 | Clue                          | Colonel Mustard                 |                               |
| 1985 | California Girls              | Elliot                          |                               |
| 1984 | Bad Manners                   | Warren Fitzpatrick              | También llamada Growing Pains |
| 1983 | Private School                | Pharmacy Guy                    | No apareció en los créditos   |
| 1983 | Mr. Mom                       | Ron Richardson                  |                               |
| 1981 | Take This Job and Shove It    | Dick Ebersol                    |                               |
| 1980 | My Bodyguard                  | Mr. Peache                      |                               |
| 1980 | Serial                        | Harvey Holroyd                  |                               |
| 1978 | FM                            | Eric Swan                       |                               |

### Televisión
| Year      | Title                                  | Role                       | Notes                                        |
| --------- | -------------------------------------- | -------------------------- | -------------------------------------------- |
| 2016-2020 | The Ranch                              | Abogado de divorcios       | 13 episodios                                 |
| 2016      | Veep                                   | Bob Bradley                | 3 episodios                                  |
| 2015-2016 | Life in Pieces                         | Gary Timpkins              | 2 episodios                                  |
| 2015      | Community                              | George Perry               | Episodio: «Advanced Safety Features»         |
| 2013      | Dads                                   | Crawford                   | 19 episodios                                 |
| 2013      | Psych                                  | Highway Harry              | Episodio: «100 Clues»                        |
| 2010      | 'Til Death                             | Whitey / Sr. White         | 12 episodios                                 |
| 2008-2013 | Two and a Half Men                     | Russell, el farmacéutico   | Recurrente; 6 episodios                      |
| 2008      | My Boys                                | Dr. Clayton                | Episodio: «Opportunity Knocks»               |
| 2008      | Law & Order: Special Victims Unit      | Gideon Hutton              | Episodio: «Retro»                            |
| 2007      | The War at Home                        | Director Fink              | 3 episodios                                  |
| 2005-2011 | American Dad!                          | Father Donovan             | 10 episodios                                 |
| 2004-2013 | Arrested Development                   | Gene Parmesan              | 4 episodios                                  |
| 2004-2007 | Danny Phantom                          | Vlad Plasmius/Vlad Masters | 16 episodios                                 |
| 2004      | Reno 911!                              | Jim Kringle                | Episodio: «Department Investigation: Part 2» |
| 2003      | Reba                                   | Dr. Todd                   | Episodio: «Encounters»                       |
| 2002      | Teamo Supremo                          | Gobernador Kevin           | Voz; 10 episodios                            |
| 2002      | El laboratorio de Dexter               | M.A.R. 10                  | Episodio: «Lab on the Run»                   |
| 2001      | That '70s Show                         | Voz del diario de Donna    | Episodio: «Eric's Drunken Tattoo»            |
| 2001-2002 | The Ellen Show                         | Él mismo                   | 18 episodios                                 |
| 1997-2000 | Sabrina, the Teenage Witch             | Willard Kraft              | 73 episodios                                 |
| 2000      | Family Guy                             | Sr. Harris                 | Episodio: «If I'm Dyin', I'm Lyin'»          |
| 1998      | Los Simpson                            | Seth                       | Episodio: «D'oh-in' In the Wind»             |
| 1993      | Family Dog                             | Skip Binsford              | Voz; 10 episodios                            |
| 1992-1993 | The Larry Sanders Show                 | Él mismo                   | 2 episodios                                  |
| 1991-1997 | Roseanne                               | Leon Carp                  | 46 episodios                                 |
| 1991      | Get a Life                             | Sandy Connors              | Episodio: «Chris Wins a Celebrity»           |
| 1990      | The Golden Girls                       | Jimmy                      | Episodio: «Snap Out of It»                   |
| 1985      | The History of White People in America | Él mismo                   | 10 episodios                                 |
| 1984      | Domestic Life                          | Martin Crane               | 10 episodios                                 |
| 1979      | Taxi                                   | Roger Chapman              | Episodio: «Hollywood Calling»                |
| 1977      | The New Adventures of Wonder Woman     | Hamlin Rule                | Episodio: «The Pied Piper»                   |
| 1977      | Fernwood 2 Night                       | Barth Gimble               | 44 episodios                                 |
| 1976-1977 | Mary Hartman, Mary Hartman             | Garth Gimble               | 49 episodios                                 |

### Discografía
- Martin Mull (1972)
- "Dueling Tubas" (sencillo) alcanzó el #92 en Billboard's Hot 100 (1973)
- Martin Mull and His Fabulous Furniture In Your Living Room! (1973)
- Normal (1974)
- In The Soop With Martin Mull (también con Ed Wise y Les Daniels) (1974)
- Days Of Wine And Neuroses (1975)
- I'm Everyone I've Ever Loved (1977)
- No Hits, Four Errors- The Best Of Martin Mull (1977)
- Sex & Violins (1978)
- Near Perfect/Perfect (1979)
- Mulling it Over- A Musical Ouvre-View of Martin Mull (1998)